# Camp Rock (Soundtrack)
Camp Rock ist der offizielle Soundtrack zum Fernsehfilm Camp Rock. Er erschien am 17. Juni 2008 über Walt Disney Records.

## Entstehungsgeschichte

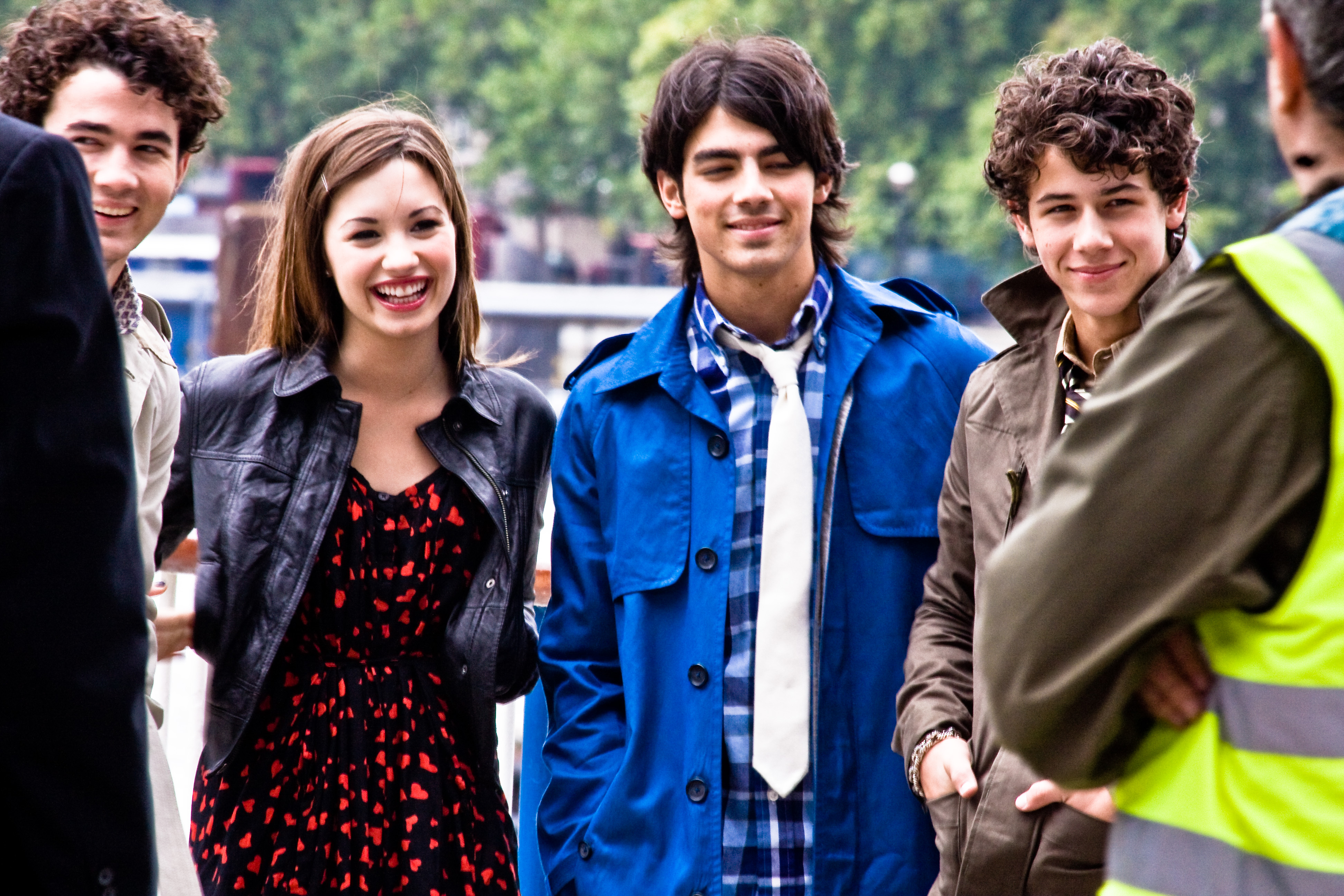
Die Hauptdarsteller des Films

Insgesamt wurden zwölf Lieder aus dem Film für den Soundtrack verwendet. Neben den Hauptdarstellern, den YouTube-Stars Jonas Brothers, wobei insbesondere Joe Jonas in Erscheinung tritt, Meaghan Jette Martin und Demi Lovato sind auch die Nebendarsteller Jordan Francis, Aaryn Doyle und Benard Fegan zu hören. Renee Sandstrom ist ebenfalls auf dem Soundtrack zu hören, diese übernimmt einen Part, der im Film von der Schauspielerin Jasmine Richards „gesungen“ wurde. Als Produzenten treten Greg Wells, Kara DioGuardi, Mitch Allan, Adam Watts, Andy Dodd, Matthew Gerrard, Robbie Nevil, Kovasciar Myvette, Pam Sheyne, Toby Gad, Antonina Armato, Tim James, Adam Anders und Nikki Hassman in Erscheinung.
Der Soundtrack wurde am 17. Juni 2008 veröffentlicht. In Deutschland erschien er am 5. September desselben Jahres. Die Lieder sind alle im Film zu hören, einige platzierten sich auch in den Charts. Manche Titel wurden während der Burnin’ Up Tour der Jonas Brothers live gespielt. Alle Lieder sind auch bei Radio Disney zu hören.

## Musikstil
Pate für den musikalischen Stil des Soundtracks stand der ebenfalls von der Walt Disney Company veröffentlichte Soundtrack zu High School Musical beziehungsweise den beiden Fortsetzungen High School Musical 2 (2007) und High School Musical 3: Senior Year (2008). Dies ist nicht verwunderlich, arbeiteten doch ein Großteil der Produzenten an beiden Projekten. Der musikalische Stil richtet sich an Kinder und Teenager und ist sehr poppig gehalten. Sämtliche Hooks und Refrains sind zum Mitsingen geeignet. Außerdem enthalten die einzelnen Song auf Teenager abgestimmte Botschaften. Die Stücke passen zum Handlungsverlauf des Films und thematisieren Freundschaft und Liebe, Party und Tanzen. Ein wiederkehrendes Stilelement sind Auto-Tune-Effekte, die nicht nur über die stimmlichen Schwächen der Darsteller hinwegtäuschen sollen, sondern auch als normaler Effekt gebraucht werden. Etwas aus dem Rahmen fällt der Hip-Hop-Song Hasta La Vista von Jordan Francis und Roshon Bernard Fegan.

## Titelliste

### Standard-Version
| #                                | Titel                            | Interpret                                                                                | Länge |
| -------------------------------- | -------------------------------- | ---------------------------------------------------------------------------------------- | ----- |
| 1.                               | We Rock                          | Cast von Camp Rock                                                                       | 3:12  |
| 2.                               | Play My Music                    | Jonas Brothers                                                                           | 3:18  |
| 3.                               | Gotta Find You                   | Joe Jonas                                                                                | 4:02  |
| 4.                               | Start the Party                  | Jordan Francis                                                                           | 3:00  |
| 5.                               | Who Will I Be                    | Demi Lovato                                                                              | 3:07  |
| 6.                               | This Is Me                       | Demi Lovato, Joe Jonas                                                                   | 3:09  |
| 7.                               | Hasta La Vista                   | Jordan Francis, Roshon Fegan                                                             | 2:37  |
| 8.                               | Here I Am                        | Renee Sandstrom                                                                          | 3:46  |
| 9.                               | Too Cool                         | Meaghan Jette Martin                                                                     | 2:52  |
| 10.                              | Our Time Is Here                 | Demi Lovato, Aaryn Doyle, Meaghan Jette Martin, Alyson Stoner, Anna Maria Perez de Taglé | 3:25  |
| 11.                              | 2 Stars                          | Meaghan Jette Martin                                                                     | 2:55  |
| 12.                              | What It Takes                    | Aaryn Doyle                                                                              | 2:42  |
| Europa – “Rock Out” Bonus-Tracks |                                  |                                                                                          |       |
| 13.                              | Here I Am                        | Brad Kavanagh                                                                            |       |
| 14.                              | Gotta Find You (Akustik-Version) | Joe Jonas                                                                                |       |
| 15.                              | This Is Me (Akustik-Version)     | Demi Lovato                                                                              |       |
| 16.                              | Play My Music (Akustik-Version)  | Jonas Brothers                                                                           |       |
| 17.                              | Play My Music (Remix)            | Jonas Brothers                                                                           |       |
| 18.                              | This Is Me (Remix)               | Demi Lovato, Joe Jonas                                                                   |       |
| 19.                              | We Rock (Remix)                  | Camp Rock-Cast                                                                           |       |

### Exklusive internationale Bonus-Lieder
Diese Songs sind Bonus-Titel in einzelnen Ländern gewesen. Oftmals sind es Lieder der Standard-Version, die jedoch in die jeweilige Landessprache übersetzt worden sind.
| #  | Titel                       | Interpret                | Länge |
| -- | --------------------------- | ------------------------ | ----- |
| 1. | Verrockt (Deutschland)      | Killerpilze              | 3:06  |
| 2. | Here I Am (Großbritannien)  | Brad Kavanagh            | 3:49  |
| 3. | 2 Estrellas (Lateinamerika) | Carla Medina             | 2:58  |
| 4. | 2 Estrelas (Brasilien)      | Thays Gorga              | 3:00  |
| 5. | This Is Me (Philippinen)    | Julianne, Miguel Escueta | 2:57  |
| 6. | SiapaKu (Malaysia)          | Suki Low                 | 3:04  |
| 7. | Oto Ja (Polen)              | Ewa Farna, Kuba Molęda   | 3:04  |
| 8. | Sono lo (Italien)           | Ariel, Stefano Centomo   | 3:11  |
| 9. | Être moi (Frankreich)       | Sheryne                  | 3:05  |

## Bonus-DVDs

### Target Edition
- Standard-Version des Soundtracks
- Bonus-DVD: Camp Rock – Collector’s Edition Soundtrack

1. Rock On: Making of the Music
2. Jonas Brothers, A Little Bit Longer Album-Preview
3. Photo Slideshow
4. Musikvideo „Start the Party“

### European Rock Out Edition
- Rock-Out-Version des Soundtracks
- Bonus-DVD: Camp Rock – Rock Out Edition

1. Rock On: Making of the Music
2. Jonas Brothers, A Little Bit Longer Album Preview
3. Demi Lovato, Don’t Forget Album Preview
4. Musikvideo „We Rock“
5. Musikvideo „Start the Party“
6. Musikvideo „Play My Music“
7. Making of „Start the Party“
8. DVD Preview
9. Camp Rock Scrapbook

### Woolworths Edition
- Standard-Version des Soundtracks
- Bonus-DVD: Camp Rock – the Videos

1. Musikvideo Play My Music
2. Musikvideo Here I Am
3. Musikvideo Start the Party
4. Musikvideo This Is Me
5. Musikvideo We Rock

### Japan & Philippines Exclusive Edition
- Standard-Version des Soundtracks
- Bonus DVD: Japan & Philippines Exclusive: Bonus DVD

1. Making of Rock On
2. Jonas Brothers, New Album Preview
3. Musikvideo Start the Party
4. Camp Rock Scrapbook – Photo Slideshow

## Internationale Song-Versionen
Einige Lieder der Standard-Version wurden in verschiedenen Ländern in die jeweilige Landessprache übersetzt oder von einheimischen Künstlern neu aufgenommen. Einige Lieder erschienen dann im jeweiligen Land als Bonus-Tracks auf dem Soundtrack.
| Lied                    | Original-Titel  | Land           | Sprache       | Interpret/en                      |
| ----------------------- | --------------- | -------------- | ------------- | --------------------------------- |
| Duas Estrelas           | 2 Stars         | Brasilien      | Portugiesisch | Thays Gorga                       |
| Den Jeg Er              | This Is Me      | Dänemark       | Dänisch       | Allan Hyde, Sine Vig Kjaegaard    |
| Être moi                | This Is Me      | Frankreich     | Französisch   | Sheryne                           |
| We Rock                 | We Rock         | Frankreich     | Französisch   | Cynthia & Félix                   |
| So bin ich              | This Is Me      | Deutschland    | Deutsch       | Isabella Soric, Florian Ambrosius |
| Verrockt                | We Rock         | Deutschland    | Deutsch       | Killerpilze                       |
| Sono lo                 | This Is Me      | Italien        | Italienisch   | Ariel, Stefano Centomo            |
| SiapaKu                 | This Is Me      | Malaysia       | Malaysisch    | Suki                              |
| Dos Estrellas           | 2 Stars         | Mexiko         | Spanisch      | Carla Medina                      |
| This Is Me              | This Is Me      | Niederlande    | Englisch      | Nikki                             |
| Sånn er jeg             | This Is Me      | Norwegen       | Norwegisch    | Bjørn Muri, Tomine Harket         |
| This Is Me              | This Is Me      | Philippinen    | Englisch      | Julianne, Miguel Escueta          |
| Oto Ja                  | This Is Me      | Polen          | Polnisch      | Ewa Farna, Kuba Molęda            |
| Asta-s eu               | This Is Me      | Rumänien       | Rumänisch     | Rucsy, Catalin Josan              |
| Dale Un Respiro Al Amor | 2 Stars         | Spanien        | Spanisch      | Ismael García                     |
| Start the Party         | Start the Party | Spanien        | Spanisch      | Ismael García                     |
| Här är jag              | This Is Me      | Schweden       | Schwedisch    | Vendela Palmgren, What’s Up!      |
| We Rock                 | We Rock         | Taiwan         | Mandarin      | Y2J                               |
| Here I Am               | Here I Am       | Großbritannien | Englisch      | Brad Kavanagh                     |
| Lo que soy              | This Is Me      | USA            | Spanisch      | Demi Lovato                       |

## Erfolg

### Album
Der Soundtrack war äußerst erfolgreich. Er erreichte in den USA Platz 3 der Charts und verkaufte sich in der ersten Woche rund 188.000-mal. In Deutschland platzierte er sich auf Rang 9. Auch in anderen europäischen Ländern war das Album sehr erfolgreich. In England platzierte sich die CD in den Kompilation-Charts.

| Jahr | Titel     | Höchstplatzierung, Gesamtwochen, AuszeichnungChartplatzierungen (Jahr, Titel, Platzierungen, Wochen, Auszeichnungen, Anmerkungen) | Höchstplatzierung, Gesamtwochen, AuszeichnungChartplatzierungen (Jahr, Titel, Platzierungen, Wochen, Auszeichnungen, Anmerkungen) | Höchstplatzierung, Gesamtwochen, AuszeichnungChartplatzierungen (Jahr, Titel, Platzierungen, Wochen, Auszeichnungen, Anmerkungen) | Höchstplatzierung, Gesamtwochen, AuszeichnungChartplatzierungen (Jahr, Titel, Platzierungen, Wochen, Auszeichnungen, Anmerkungen) | Höchstplatzierung, Gesamtwochen, AuszeichnungChartplatzierungen (Jahr, Titel, Platzierungen, Wochen, Auszeichnungen, Anmerkungen) | Anmerkungen |
| Jahr | Titel     | DE | AT | CH | UK | US | Anmerkungen |
| ---- | --------- | --- | --- | --- | --- | --- | ----------- |
| 2008 | Camp Rock | DE9 (22 Wo.)DE | AT3 (16 Wo.)AT | CH32 (8 Wo.)CH | — | US3 (36 Wo.)US |             |

### Singles
Das Lied Too Cool, das am 24. Juni veröffentlicht wurde, konnte sich nicht in den Charts platzieren.

| Jahr | Titel Album    | Höchstplatzierung, Gesamtwochen, AuszeichnungChartplatzierungen (Jahr, Titel, Album, Platzierungen, Wochen, Auszeichnungen, Anmerkungen) | Höchstplatzierung, Gesamtwochen, AuszeichnungChartplatzierungen (Jahr, Titel, Album, Platzierungen, Wochen, Auszeichnungen, Anmerkungen) | Höchstplatzierung, Gesamtwochen, AuszeichnungChartplatzierungen (Jahr, Titel, Album, Platzierungen, Wochen, Auszeichnungen, Anmerkungen) | Höchstplatzierung, Gesamtwochen, AuszeichnungChartplatzierungen (Jahr, Titel, Album, Platzierungen, Wochen, Auszeichnungen, Anmerkungen) | Höchstplatzierung, Gesamtwochen, AuszeichnungChartplatzierungen (Jahr, Titel, Album, Platzierungen, Wochen, Auszeichnungen, Anmerkungen) | Anmerkungen             |
| Jahr | Titel Album    | DE | AT | CH | UK | US | Anmerkungen             |
| ---- | -------------- | --- | --- | --- | --- | --- | ----------------------- |
| 2008 | We Rock        | — | AT70 (1 Wo.)AT | — | — | US33 (1 Wo.)US | Camp-Rock-Cast          |
| 2008 | Play My Music  | — | — | — | UK57 (1 Wo.)UK | US20 (5 Wo.)US | Jonas Brothers          |
| 2008 | This Is Me     | DE36 (6 Wo.)DE | AT18 (6 Wo.)AT | CH39 (2 Wo.)CH | UK33 (2 Wo.)UK | US9 (3 Wo.)US | Demi Lovato & Joe Jonas |
| 2008 | Gotta Find You | — | AT31 (2 Wo.)AT | CH58 (1 Wo.)CH | — | US30 (3 Wo.)US | Joe Jonas               |

## Auszeichnungen für Musikverkäufe
| Land/Region                  | Auszeichnungen für Musikverkäufe (Land/Region, Auszeichnung, Verkäufe) | Verkäufe  |
| ---------------------------- | ---------------------------------------------------------------------- | --------- |
| Brasilien (PMB)              | Platin                                                                 | 60.000    |
| Frankreich (SNEP)            | Gold                                                                   | 50.000    |
| Golf-Kooperationsrat (IFPI)  | Gold                                                                   | 3.000     |
| Irland (IRMA)                | Gold                                                                   | 7.500     |
| Italien (FIMI)               | —                                                                      | 60.000    |
| Mexiko (AMPROFON)            | Platin                                                                 | 80.000    |
| Neuseeland (RMNZ)            | Gold                                                                   | 7.500     |
| Österreich (IFPI)            | Gold                                                                   | 10.000    |
| Portugal (AFP)               | Gold                                                                   | 10.000    |
| Spanien (Promusicae)         | Platin                                                                 | 60.000    |
| Vereinigte Staaten (RIAA)    | Platin                                                                 | 1.300.000 |
| Vereinigtes Königreich (BPI) | Gold                                                                   | 100.000   |
| Insgesamt                    | 7× Gold · 4× Platin ·                                                  | 1.748.000 |